# Rallye Neuseeland 1979
Die 10. Rallye Neuseeland war der 6. Lauf zur Rallye-Weltmeisterschaft 1979. Sie fand vom 14. bis zum 18. Juli in der Region von Auckland statt. Von den 42 geplanten Wertungsprüfungen wurden zwei (7 und 41) abgesagt.

## Klassifikationen

### Endergebnis
| Rang | Fahrer          | Co-Pilot       | Auto                      | Zeit (Std./Min./Sek.) | Rückstand Sieger (Std./Min./Sek.) Rückstand V (Min./Sek.) |
| ---- | --------------- | -------------- | ------------------------- | --------------------- | --------------------------------------------------------- |
| 1    | Hannu Mikkola   | Arne Hertz     | Ford Escort RS1800        | 8:05:47               | 0:00:00 00:00                                             |
| 2    | Blair Robson    | Chris Porter   | Ford Escort RS1800        | 8:27:03               | 0:21:16 21:16                                             |
| 3    | Ari Vatanen     | David Richards | Ford Escort RS1800        | 8:29:41               | 0:23:54 02:38                                             |
| 4    | Paul Adams      | Mike Franchi   | Ford Escort RS1800        | 8:29:54               | 0:24:07 00:13                                             |
| 5    | Shane Murland   | Peter Parnell  | Vauxhall Chevette 2300 HS | 9:04:23               | 0:58:36 34:29                                             |
| 6    | David Parkes    | Stuart Green   | Ford Escort 1600          | 9:09:34               | 1:03:47 05:11                                             |
| 7    | Brian Green     | Robert Orr     | Ford Escort RS 1800       | 9:12:37               | 1:06:50 03:03                                             |
| 8    | Roger Goss      | Colin Green    | Mazda RX-3                | 9:26:15               | 1:20:28 13:38                                             |
| 9    | Malcolm Stewart | Doug Parkhill  | Ford Escort Mexico        | 9:27:21               | 1:21:34 01:06                                             |
| 10   | Bob Robb        | Malcolm Gavin  | Datsun Violet 710         | 9:37:33               | 1:31:46 10:12                                             |

Insgesamt wurden 37 von 82 gemeldeten Fahrzeuge klassiert:

### Fahrer-Weltmeisterschaft
| Pos. | Fahrer           | Punkte |
| ---- | ---------------- | ------ |
| 1    | Hannu Mikkola    | 71     |
| 2    | Björn Waldegård  | 71     |
| 3    | Markku Alén      | 34     |
| 4    | Bernard Darniche | 20     |
| 5    | Stig Blomqvist   | 20     |

### Herstellerwertung
| Pos. | Team     | Punkte |
| ---- | -------- | ------ |
| 1    | Ford     | 68     |
| 2    | Datsun   | 49     |
| 3    | Fiat     | 41     |
| 4    | Vauxhall | 24     |
| 5    | Renault  | 22     |